# Emel'janovo
Emel'janovo (in russo Емельяново?) è un insediamento di tipo urbano della Russia asiatica, situato nel Territorio di Krasnojarsk. È il centro amministrativo del distretto Emel'janovskij.
Si trova su entrambe le sponde del fiume Kača (affluente di sinistra dell'Enisej), 15 km a nord-ovest di Krasnojarsk.